# Suguru Hino
Suguru Hino (日野 優 Hino Suguru?, nacido el 29 de julio de 1982 en Osaka) es un futbolista japonés que se desempeñaba como guardameta.

## Trayectoria

### Clubes
| Club                | País  | Año         |
| ------------------- | ----- | ----------- |
| Gamba Osaka         | Japón | 2001 - 2006 |
| FC Gifu             | Japón | 2006 - 2008 |
| Tokushima Vortis    | Japón | 2009 - 2010 |
| Nara Club           | Japón | 2011 - 2012 |
| Banditonce Kakogawa | Japón | 2013 - 2015 |
| Takasago Mineiro FC | Japón | 2016 -      |

## Palmarés

### Títulos nacionales
| Título    | Club        | País  | Año  |
| --------- | ----------- | ----- | ---- |
| J1 League | Gamba Osaka | Japón | 2005 |